# Belleville (Meurthe e Mosella)
Belleville è un comune francese di 1 518 abitanti situato nel dipartimento della Meurthe e Mosella nella regione del Grand Est.

## Società

### Evoluzione demografica
Abitanti censiti